# Grünschwanzsylphe
Die Grünschwanzsylphe (Lesbia nuna) oder manchmal auch Grünschwanzlesbia ist eine Vogelart aus der Familie der Kolibris (Trochilidae). Die Art hat ein großes Verbreitungsgebiet, das die südamerikanischen Ländern Venezuela, Kolumbien, Ecuador, Peru und Bolivien umfasst. Der Bestand wird von der IUCN als „nicht gefährdet“ (least concern) eingestuft.

## Merkmale
Die Grünschwanzsylphe erreicht je nach Unterart eine Körperlänge von 11–16 cm, wobei der kleine gerade Schnabel zwischen 0,7 und 1,4 cm ausmacht. Ihr extrem langer gegabelter Schwanz mit schmalen Querbinden variiert in der Länge von 5,5 cm bei Jungtieren bis 10 cm in den nördlichen Unterarten. Bei der Nominatform ist der Schwanz etwa 12 cm lang. Die Grünschwanzsylphe unterscheidet sich von der Schwarzschwanzsylphe durch ihren weniger ausgeprägten Schwanz und die intensiv smaragdgrünen, körperfernen Schwanz- und Steißfedern. Dieses glitzernde Grün ist an der Kehle ebenso ausgeprägt und nimmt Richtung Mittelbrust ab. Die Kloake ist von grünen Sprenkeln durchzogen. Der größte Teil des Gefieders schimmert grün.

## Verhalten
Das Verhalten der Grünschwanzsylphe ist äußerst aggressiv, doch unterwürfig gegenüber der Schwarzschwanzsylphe. Ihren Nektar holt sie sich an Sommerflieder, Castilleja, Köcherblümchen, Rubus und anderen Pflanzen. Gelegentlich macht sie sich auf die Suche nach Insekten.

## Fortpflanzung
Das Balzverhalten der Grünschwanzsylphe unterscheidet sich von dem der Schwarzschwanzsylphe. Die Männchen fliegen zu diesem Zweck im Zickzack vor dem sitzenden Weibchen. Im Gebiet um Quito hat man Nester der Grünschwanzsylphe von November bis April beobachtet.

## Lautäußerungen
Der Ruf wird als sehr lebhaftes bssst beschrieben.

## Verbreitung und Lebensraum

Verbreitungsgebiet (grün) der Grünschwanzsylphe

Die  Grünschwanzsylphe kommt in Höhenlagen zwischen 1700 und 3800 Metern vor. In Kolumbien findet man sie in den Ostanden und in den Departamentos Boyacá und Cundinamarca. Weiter geht es über die Zentralanden des Departamento del Cauca und die Osthänge des Departamento de Nariño bis in den Süden Ecuadors. Des Weiteren findet man sie im Norden Perus auf beiden Seiten des Marañón-Tals bis in den Norden der Region Lima und deren westliche Andenhänge. Weitere Populationen finden sich in der Region Huánuco in Zentralperu sowie den Andentälern von Huancavelica und Cusco über den Mapiri-Canyon bis in die feuchten Gebiete bei Charazani.

## Unterarten
Es sind sechs Unterarten bekannt:
- Lesbia nuna gouldii (Loddiges, 1832)[3] - Diese Unterart kommt in Kolumbien und dem Westen Venezuelas vor. Allerdings gibt es aus Mérida im Nordwesten Venezuelas nur einen einzigen Bericht, so dass Venezuela als Verbreitungsgebiet fragwürdig ist.[1]
- Lesbia nuna gracilis (Gould, 1846)[4] - Diese Subspezies ist im nördlichen und zentralen Teil Ecuadors verbreitet.
- Lesbia nuna aureliae Weller & Schuchmann, 2004[5] - Diese Unterart ist im Süden Ecuadors verbreitet.
- Lesbia nuna pallidiventris (Simon, 1902)[6] - Diese Unterart kommt im Norden Perus vor.
- Lesbia nuna huallagae Weller & Schuchmann, 2004[7] - Diese Unterart kommt in Zentralperu vor.
- Lesbia nuna nuna (Lesson, RP, 1832)[8] - Die Nominatform kommt im Südwesten Perus und im Norden Boliviens vor.

Die lange als weitere Unterart betrachtete Lesbia nuna eucharis (Bourcier & Mulsant, 1848) wird heute als Hybride zwischen Grünschwanzsylphe und Schwarzschwanzsylphe gesehen.

## Etymologie und Forschungsgeschichte
René Primevère Lesson beschrieb die Grünschwanzsylphe unter dem Namen Ornismya nuna. Er hatte zwei Exemplare von Emmanuel Jacques Canivet (1796–1849) erhalten, die dieser aus Peru hatte. 1833 führte Lesson die Gattung Lesbia für die Grünschwanzsylphe und die Goldschwanzsylphe (Sappho sparganurus sapho (Lesson, 1829)) ein. Der Begriff Lesbia leitet sich vom griechischen Λέσβια Lésbia für „Frau aus Lesbos“ ab. Der Artname nuna ist Nouna-Koali gewidmet, einer indianischen Jungfrau aus der Novelle Ismaël Ben Kaïzar ou la découverture du Nouveau Monde von Ferdinand Jean Denis (1798–1890). Gouldii ist eine Widmung für John Gould, aus dessen Sammlung das Typusexemplar stammte. Gracilis ist lateinisch für „schlank, dünn“. Pallidiventris ist ein lateinisches Wortgebilde aus pallidus, pallere für „blass, bleich sein“ und venter, ventris für „Bauch, -bauchig“. Huallagae bezieht sich auf das biogeographische Zentrum dieser Unterart, den Oberlauf des Río Huallaga. Aureliae bezieht sich auf das lateinische Wort aureolus bzw. aureus, aurum für „golden, Gold“ und soll die deutlichere goldenbronzene Tönung dieser Unterart verdeutlichen. Eucharis ist griechischen Ursprungs und leitet sich von  εὖ eu für „fein, schön, gut“ und χάρις, χάριτος cháris, cháritos für „Grazie, Anmut, Schönheit“ ab.